# Gran Premio Industria y Artigianato-Larciano 2018
La 50.ª edición de la clásica ciclista Gran Premio Industria y Artigianato-Larciano fue una carrera en Italia que se celebró el 4 de marzo de 2018 sobre un recorrido de 199,2 kilómetros con inicio y final en la ciudad de Larciano.
La carrera forma parte del UCI Europe Tour 2018, dentro de la categoría 1.HC.
La carrera fue ganada por el corredor esloveno Matej Mohorič del equipo Bahrain-Merida, en segundo lugar Marco Canola (Nippo-Vini Fantini) y en tercer lugar Davide Ballerini (Androni Giocattoli-Sidermec).

## Equipos participantes
Tomaron parte en la carrera 25 equipos: 7 de categoría UCI WorldTeam; 12 de categoría Profesional Continental; 5 de categoría Continental y la selección nacional de Italia. Formando así un pelotón de 168 ciclistas de los que acabaron 118. Los equipos participantes fueron:
| WorldTeams (7)- Bora-Hansgrohe - Mitchelton-Scott - Bahrain-Merida - Groupama-FDJ - Movistar Team - Katusha-Alpecin - EF Education First-Drapac p/b Cannondale Equipos continentales profesionales (11)- Androni Giocattoli-Sidermec - Delko-Marseille Provence-KTM - Gazprom-RusVelo - Israel Cycling Academy - Bardiani CSF - CCC Sprandi Polkowice - Nippo-Vini Fantini-Europa Ovini - Team Novo Nordisk - WB-Aqua Protect-Veranclassic - Wilier Triestina-Selle Italia - Vérandas Willems-Crelan Equipos continentales (5)- Biesse Carrera Gavardo - MsTina-Focus - Sangemini-MG.Kvis - Trevigiani Phonix-Hemus 1896 - D'Amico-Utensilnord Equipo nacional- Italia |
| |

## Clasificación final
- Las clasificaciones finalizaron de la siguiente forma:[4]

| \| Clasificación general \| Clasificación general \| Clasificación general \| Clasificación general \| Clasificación general \| \| Ciclista \| Ciclista \| Equipo \| Tiempo \| \| \| --------------------- \| --------------------- \| ------------------------------- \| --------------------- \| --------------------- \| \| 1.º \| Matej Mohorič \| Bahrain-Merida \| 4 h 39 min 23 s \| \| \| 2.º \| Marco Canola \| Nippo-Vini Fantini-Europa Ovini \| + 3 s \| \| \| 3.º \| Davide Ballerini \| Androni Giocattoli-Sidermec \| + 11 s \| \| \| 4.º \| Sean De Bie \| Verandas Willems-Crelan \| + 11 s \| \| \| 5.º \| Mauro Finetto \| Delko-Marseille Provence-KTM \| + 11 s \| \| \| 6.º \| Giovanni Visconti \| Bahrain-Merida \| + 11 s \| \| \| 7.º \| Krists Neilands \| Israel Cycling Academy \| + 11 s \| \| \| 8.º \| Daryl Impey \| Mitchelton-Scott \| + 11 s \| \| \| 9.º \| Francesco Gavazzi \| Androni Giocattoli-Sidermec \| + 11 s \| \| \| 10.º \| Nicolás Tivani \| Trevigiani-Phonix-Hemus 1896 \| + 11 s \| \| |                   |                                 |                 |
| |                   |                                 |                 |
| Fuente: ProCyclingStats |                   |                                 |                 |
| Clasificación general |                   |                                 |                 |
| Ciclista | Ciclista          | Equipo                          | Tiempo          |
| 1.º | Matej Mohorič     | Bahrain-Merida                  | 4 h 39 min 23 s |
| 2.º | Marco Canola      | Nippo-Vini Fantini-Europa Ovini | + 3 s           |
| 3.º | Davide Ballerini  | Androni Giocattoli-Sidermec     | + 11 s          |
| 4.º | Sean De Bie       | Verandas Willems-Crelan         | + 11 s          |
| 5.º | Mauro Finetto     | Delko-Marseille Provence-KTM    | + 11 s          |
| 6.º | Giovanni Visconti | Bahrain-Merida                  | + 11 s          |
| 7.º | Krists Neilands   | Israel Cycling Academy          | + 11 s          |
| 8.º | Daryl Impey       | Mitchelton-Scott                | + 11 s          |
| 9.º | Francesco Gavazzi | Androni Giocattoli-Sidermec     | + 11 s          |
| 10.º | Nicolás Tivani    | Trevigiani-Phonix-Hemus 1896    | + 11 s          |

## UCI World Ranking
La Gran Premio Industria y Artigianato-Larciano otorga puntos para el UCI Europe Tour 2018 y el UCI World Ranking, este último para corredores de los equipos en las categorías UCI WorldTeam, Profesional Continental y Equipos Continentales. Las siguientes tablan muestran el baremo de puntuación y los 10 corredores que obtuvieron más puntos:
| Posición              | 1.ª | 2.ª | 3.ª | 4.ª | 5.ª | 6.ª | 7.ª | 8.ª | 9.ª | 10.ª | 11.ª | 12.ª | 13.ª | 14.ª | 15.ª | 16.ª-29.ª | 31.ª-40.ª |
| Clasificación general | 200 | 150 | 125 | 100 | 85  | 70  | 60  | 50  | 40  | 35   | 30   | 25   | 20   | 15   | 10   | 5         | 3         |

| 1.º  | Matej Mohorič     | Bahrain Merida                  | 200 |
| 2.º  | Marco Canola      | Nippo-Vini Fantini-Europa Ovini | 150 |
| 3.º  | Davide Ballerini  | Androni Giocattoli-Sidermec     | 125 |
| 4.º  | Sean De Bie       | Vérandas Willems-Crelan         | 100 |
| 5.º  | Mauro Finetto     | Delko Marseille Provence KTM    | 85  |
| 6.º  | Giovanni Visconti | Bahrain Merida                  | 70  |
| 7.º  | Krists Neilands   | Israel Cycling Academy          | 60  |
| 8.º  | Daryl Impey       | Mitchelton-Scott                | 50  |
| 9.º  | Francesco Gavazzi | Androni Giocattoli-Sidermec     | 40  |
| 10.º | Nicolás Tivani    | Trevigiani Phonix-Hemus 1896    | 35  |